# Felsőrácegres
Felsőrácegres avagy Felsőrácegrespuszta közigazgatásilag Pálfához tartozó kicsiny falucska. 

## Fekvése
Tolna vármegyében, Simontornyától délre, Pakstól nyugatra, Pálfa központjától 3 kilométerre délnyugatra található, a 6317-es út mentén. A Duna menti síkságon, a Sió-csatorna közelében fekszik.

## Története
A második világháború előtt két apró település is volt ezen a területen cselédlakásokkal: Alsórácegrespuszta (Alsó-Rácegrespuszta) és Felsőrácegrespuszta (Felső-Rácegrespuszta). A Sárszentlőrinchez csatolt Alsórácegrespuszta mára már elnéptelenedett, az egykori Felsőrácegrespusztát pedig Felsőrácegres néven Pálfához csatolták.
Mindkét település jelentős 20. századi írót adott a magyar irodalomnak: Felsőrácegrespusztán született Illyés Gyula és Alsórácegrespusztán nevelkedett Lázár Ervin. (A két író közt mégsem volt soha személyes kapcsolat. „Amikor egyszer eljött Pécsre a Jelenkor szerkesztőségébe, valaki rám mutatott és azt mondta: »ez a gyerek meg rácegresi«. Hozzátettem: alsórácegresi. Abban a pillanatban mintha minden jéggé változott volna. Továbbra is nagyon tiszteltem őt, de nem tettem soha egyetlen lépést sem felé” – mondta már Illyés halála után Lázár.)
Illyés Gyula szülőházát már lebontották, de emlékmúzeuma van Felsőrácegresen, és egy bronzszobra is áll itt, amelyet Farkas Pál készített, 1987-ben. E puszta az író Puszták népe című híres szociográfiájának a helyszíne.
Alsórácegrespusztából „egyetlen öreg fa maradt meg” – jegyezte meg szomorúan egy interjúban Lázár Ervin 2006-ban. 
Lázár Ervin szinte valamennyi meséje Rácegrespusztához kötődik, alakjait is az itteniekről mintázta, novelláinak helyszíne „a Négyszögletű Kerek Erdőn túli” Rácpácegres. „Egy kis közösségben éltem ott, ahol teljesen egymásra volt utalva minden ember, mindenkinek megvolt a maga szerepe, mindenki ismert mindenkit. Már ez adott egyfajta biztonságérzetet, ami egy nagyobb helyen, különösen ma, teljesen hiányzik. Ugyanakkor részben a mérhetetlen szegénység, részben a zártság miatt egymásra voltak utalva az emberek. A gyerekek télen nem jártak iskolába, mert az messze volt, és nem volt cipőjük. A szórakozás két módja a mesélés és a tánc volt. De nem volt ez már annyira archaikus világ. Beszivárogtak a külvilág dolgai. Amikor például az utcai bálokat rendezték az úgynevezett üres szobában – volt egy üres, nem lakott szoba a cselédlakásokban –, mindig a Mészáros Juliska citerázott, aki nemcsak népdalokat meg magyar nótákat ismert, hanem tudott már szvinget is játszani” – emlékezett vissza Lázár Ervin.

## Nevezetességei
- Apponyi-kastély

## Képek

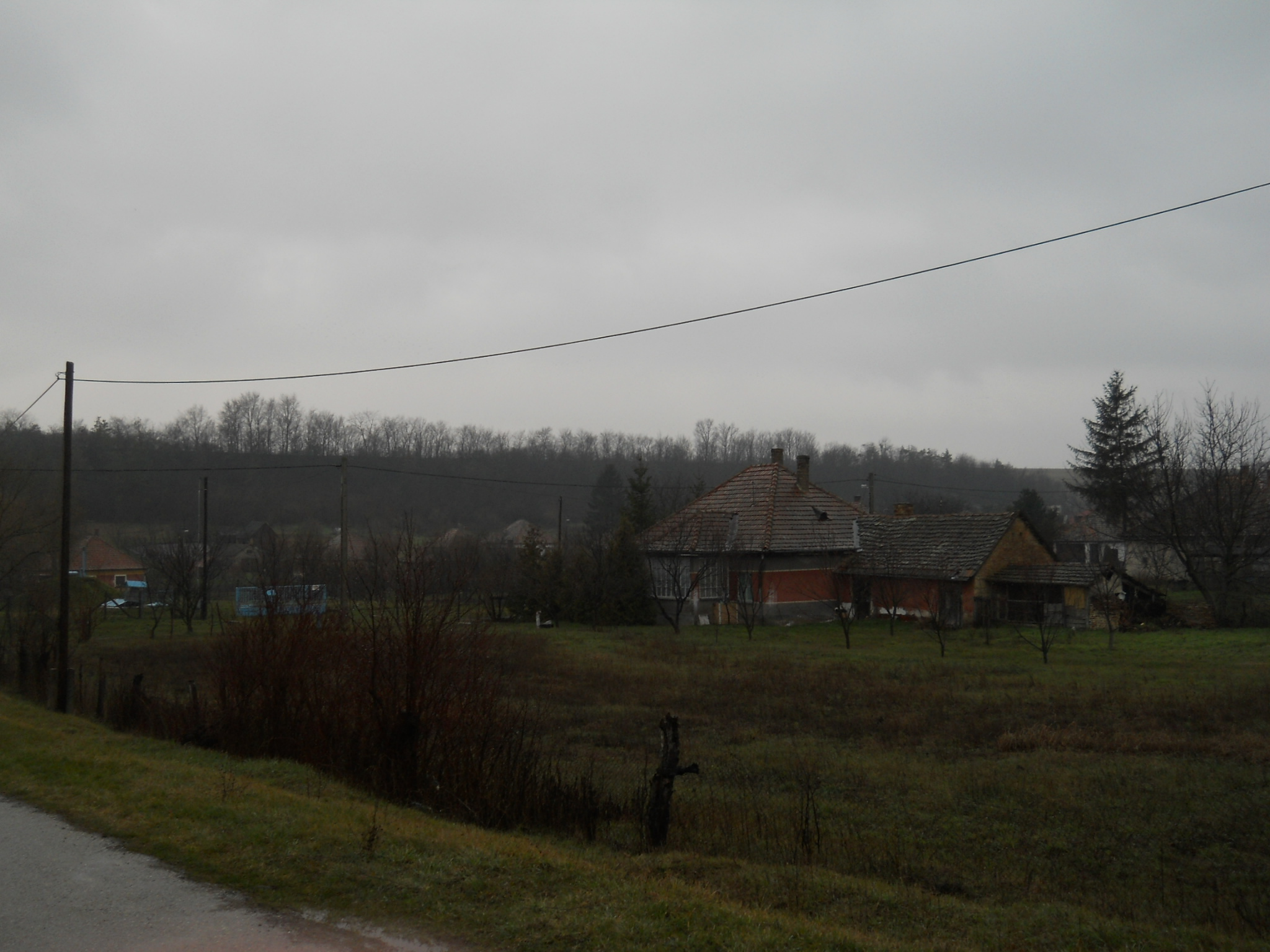
Felsőrácegres látképe
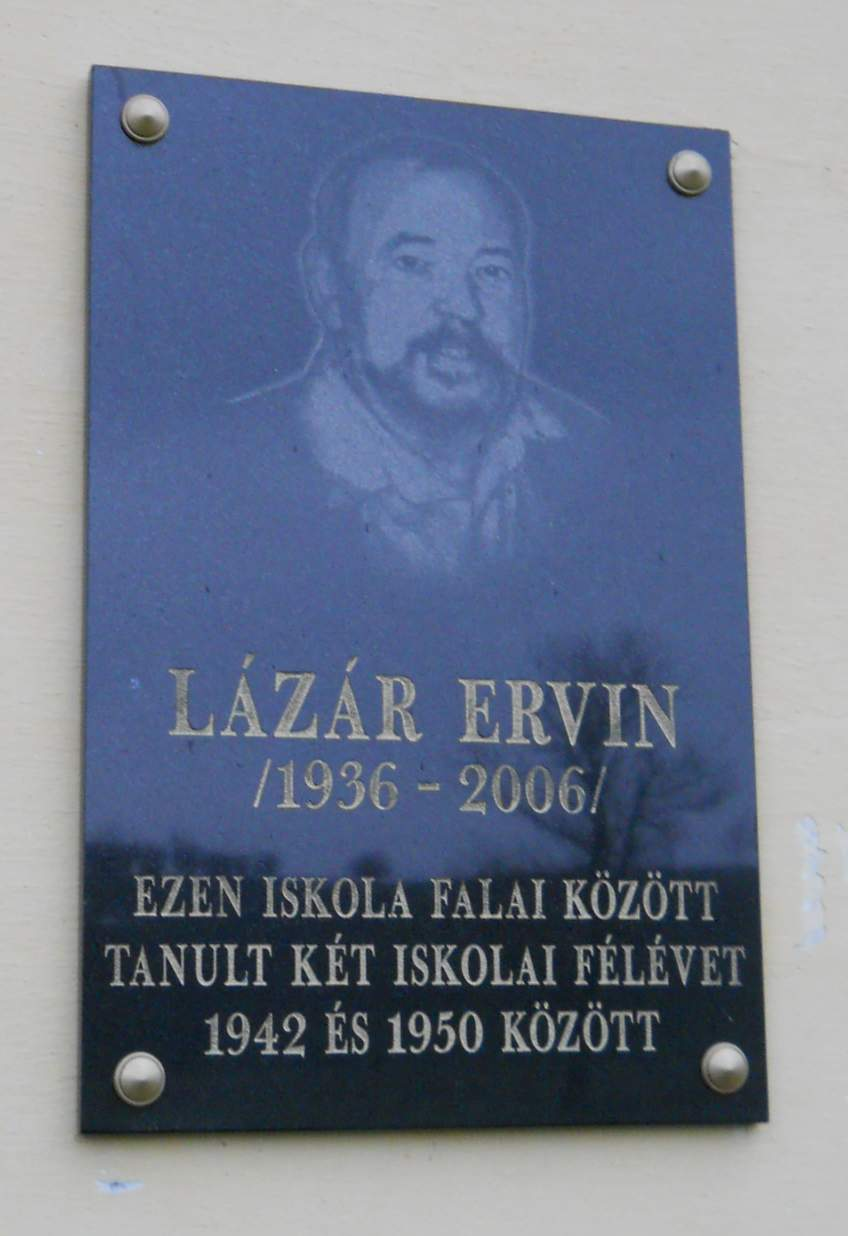
Lázár Ervin emléktáblája a régi iskola falán
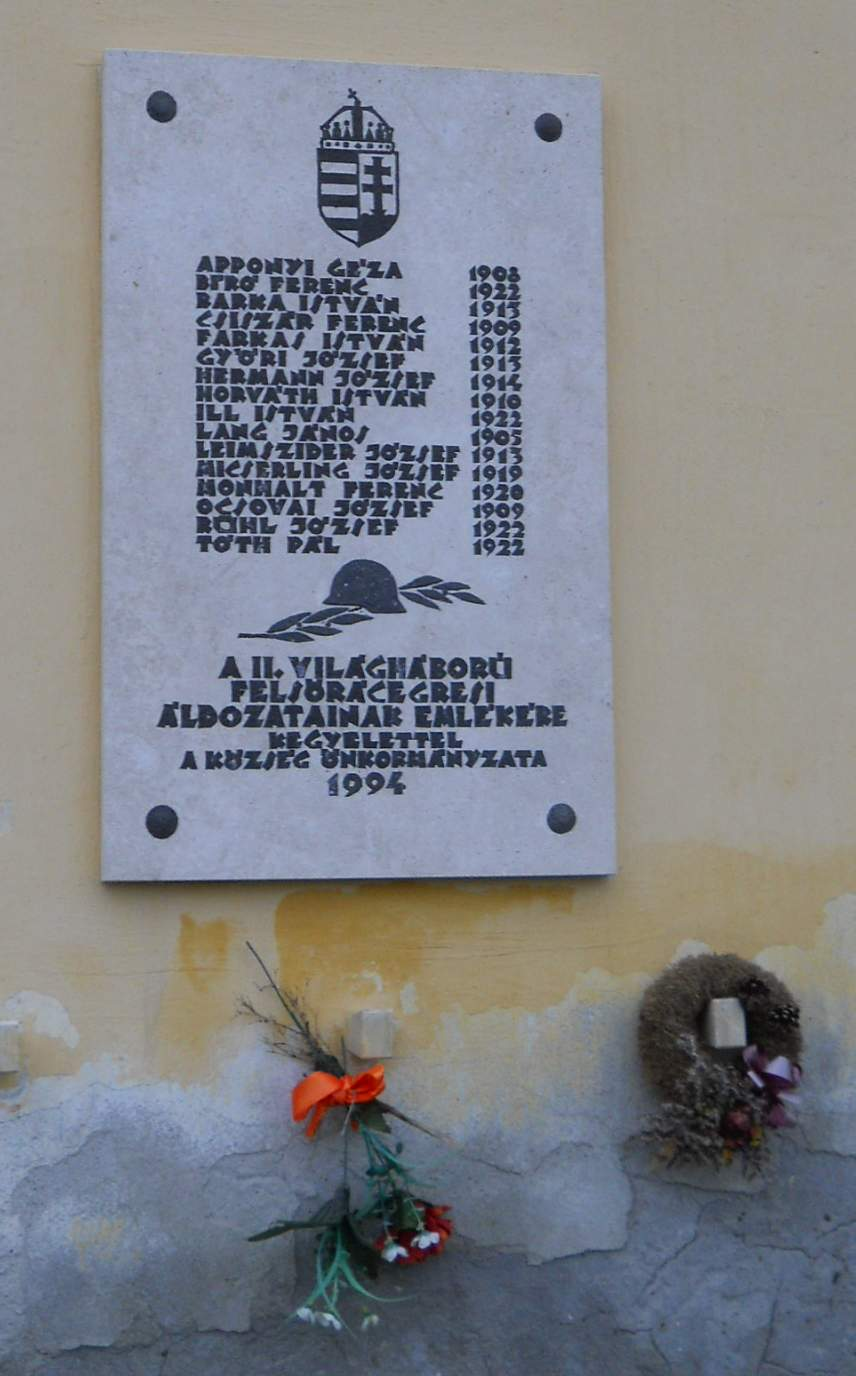
A második világháború áldozatainak emléktáblája a régi iskola falán
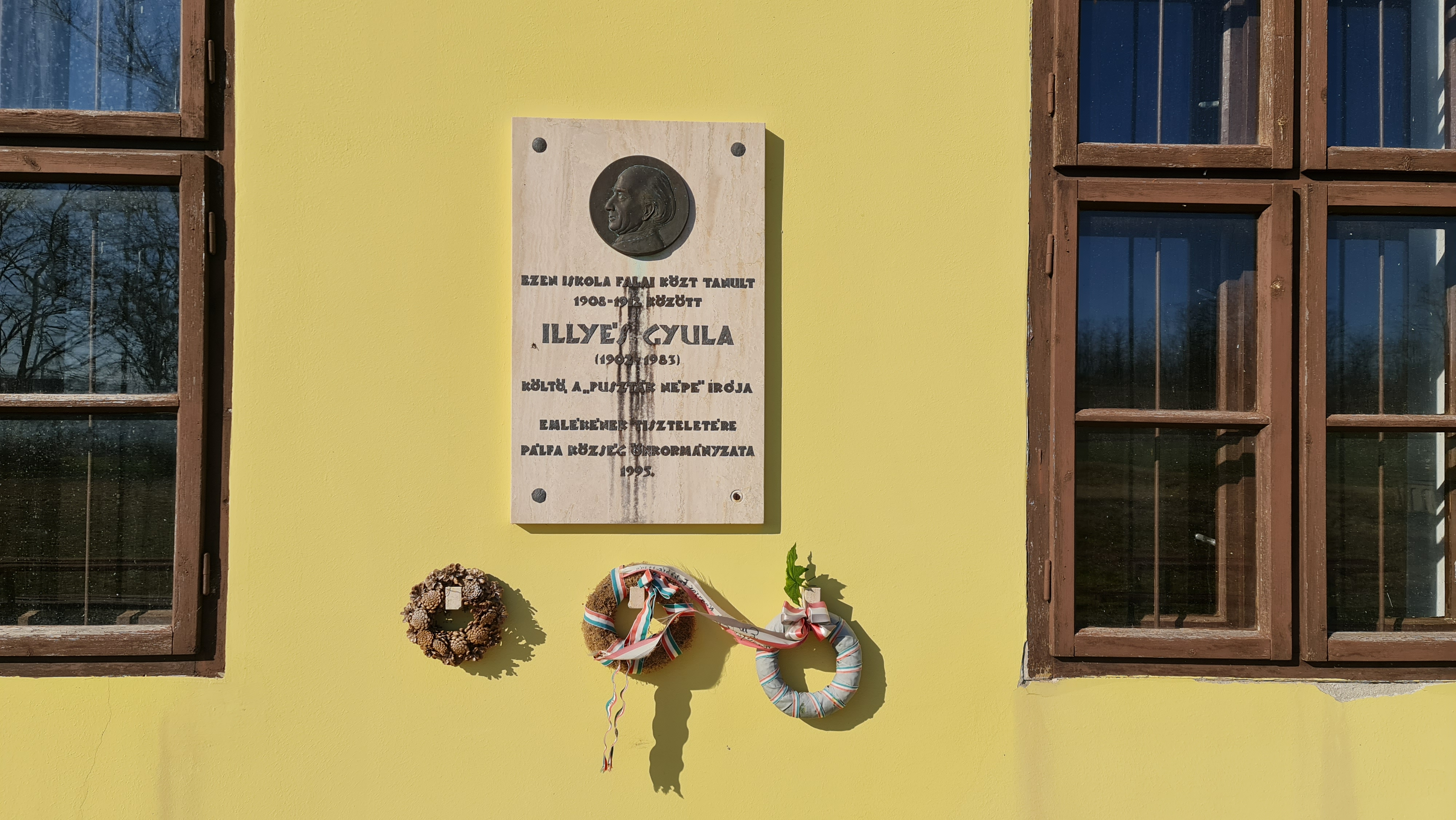
Illyés Gyula emléktáblája egykori iskolája falán.
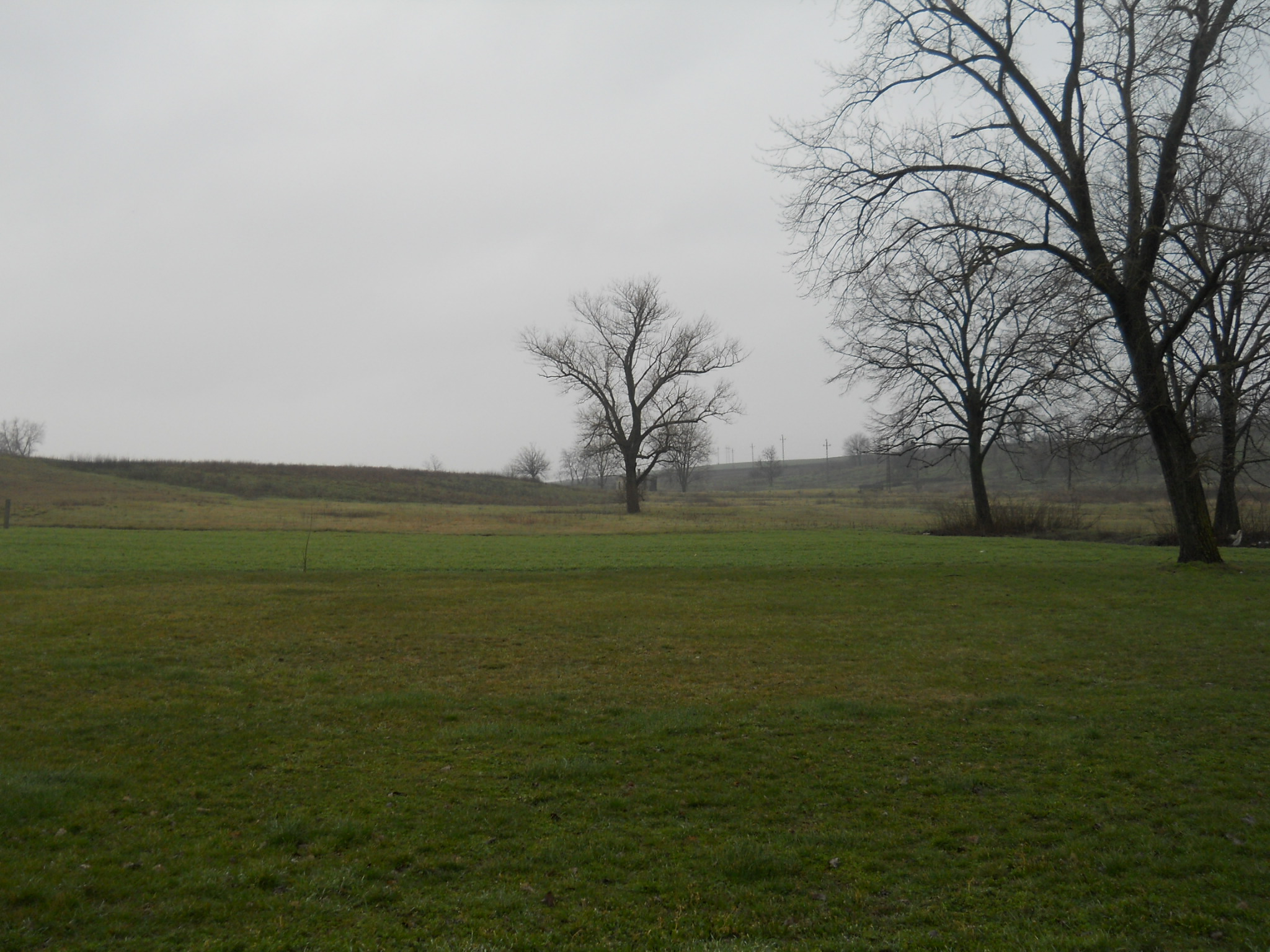
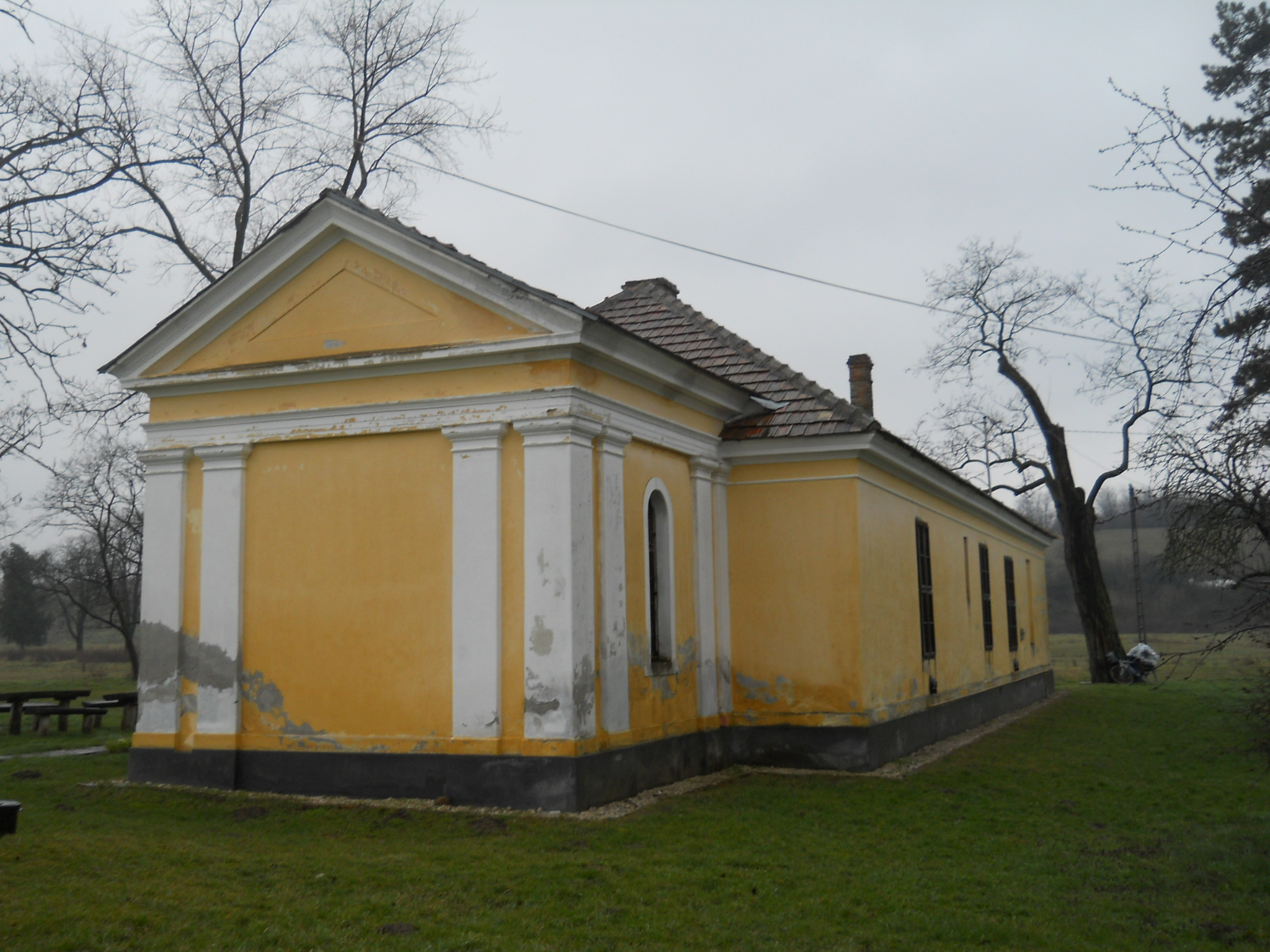
A régi iskola épülete
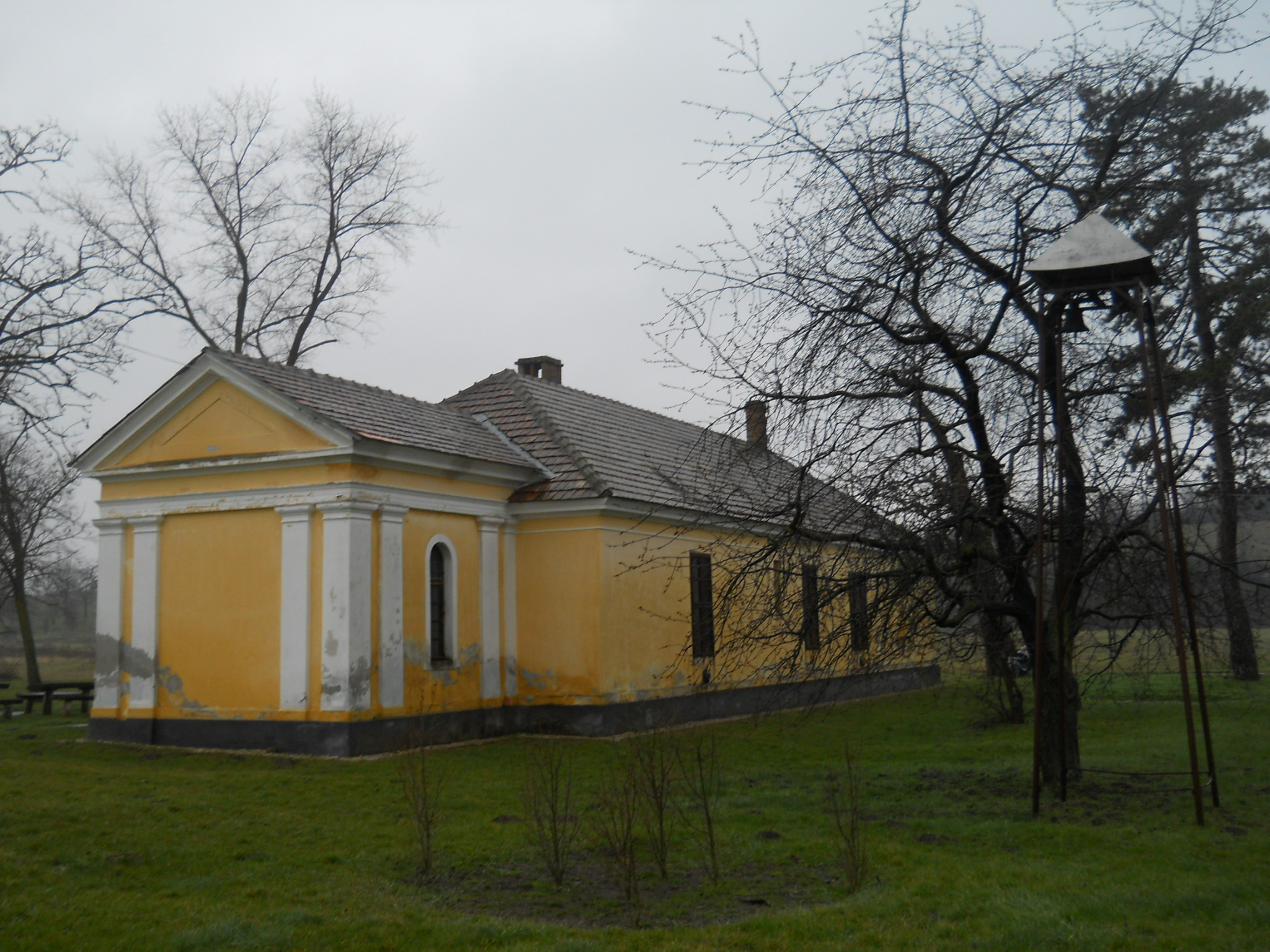
A régi iskola épülete
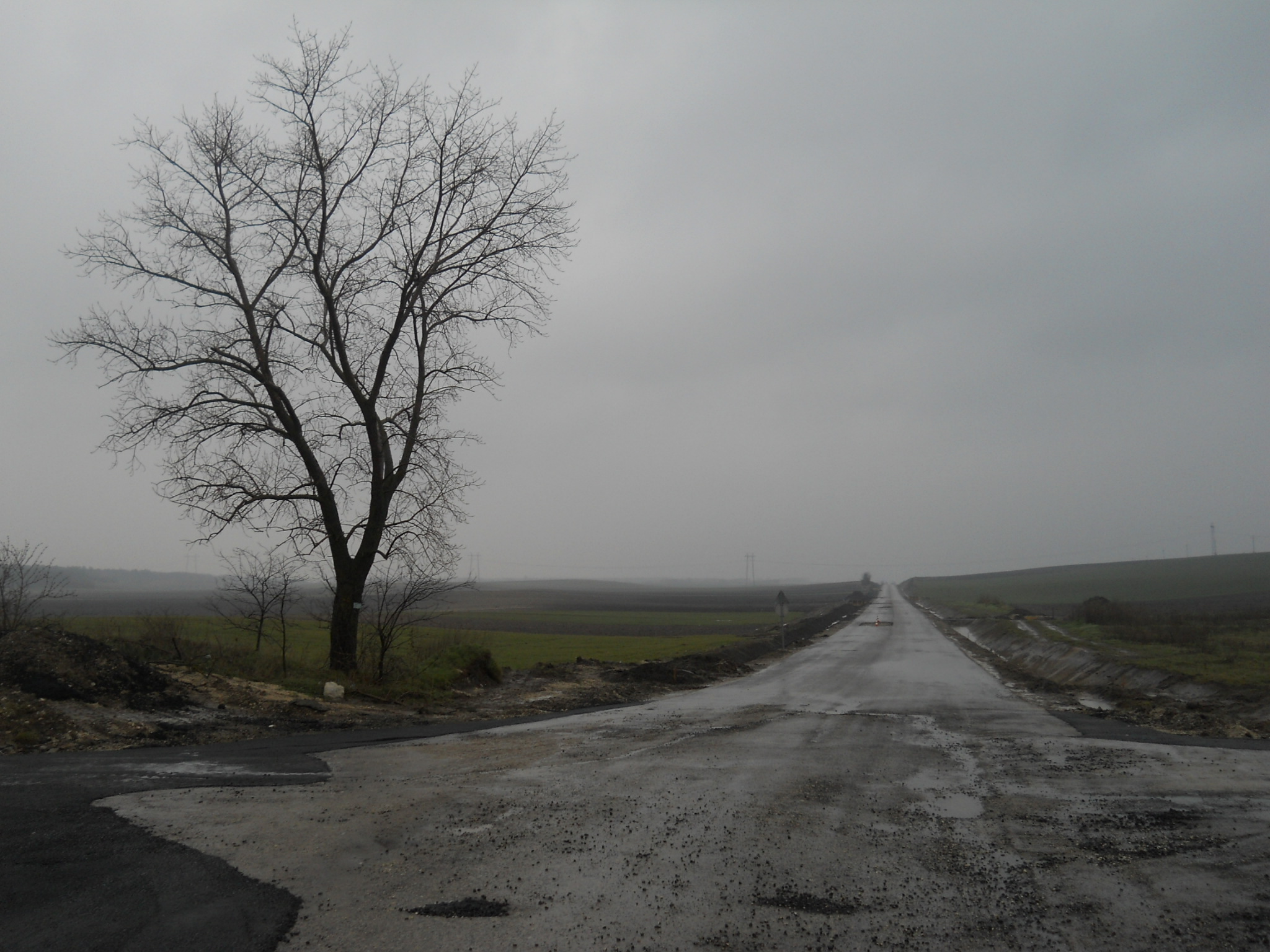
A Sárszentlőrincre vezető 6317-es út
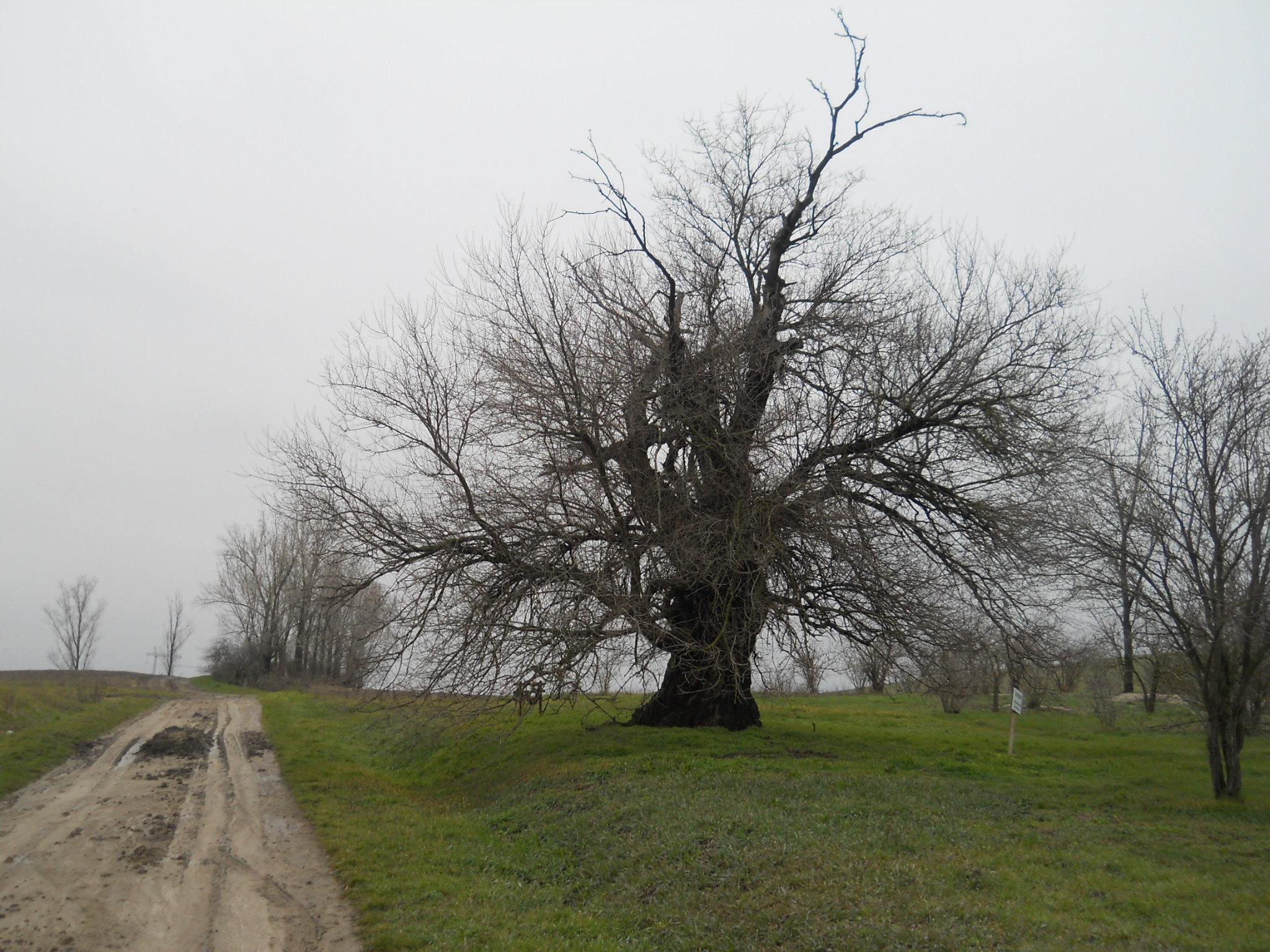
Az alsórácegresi „Nagyszederfa”
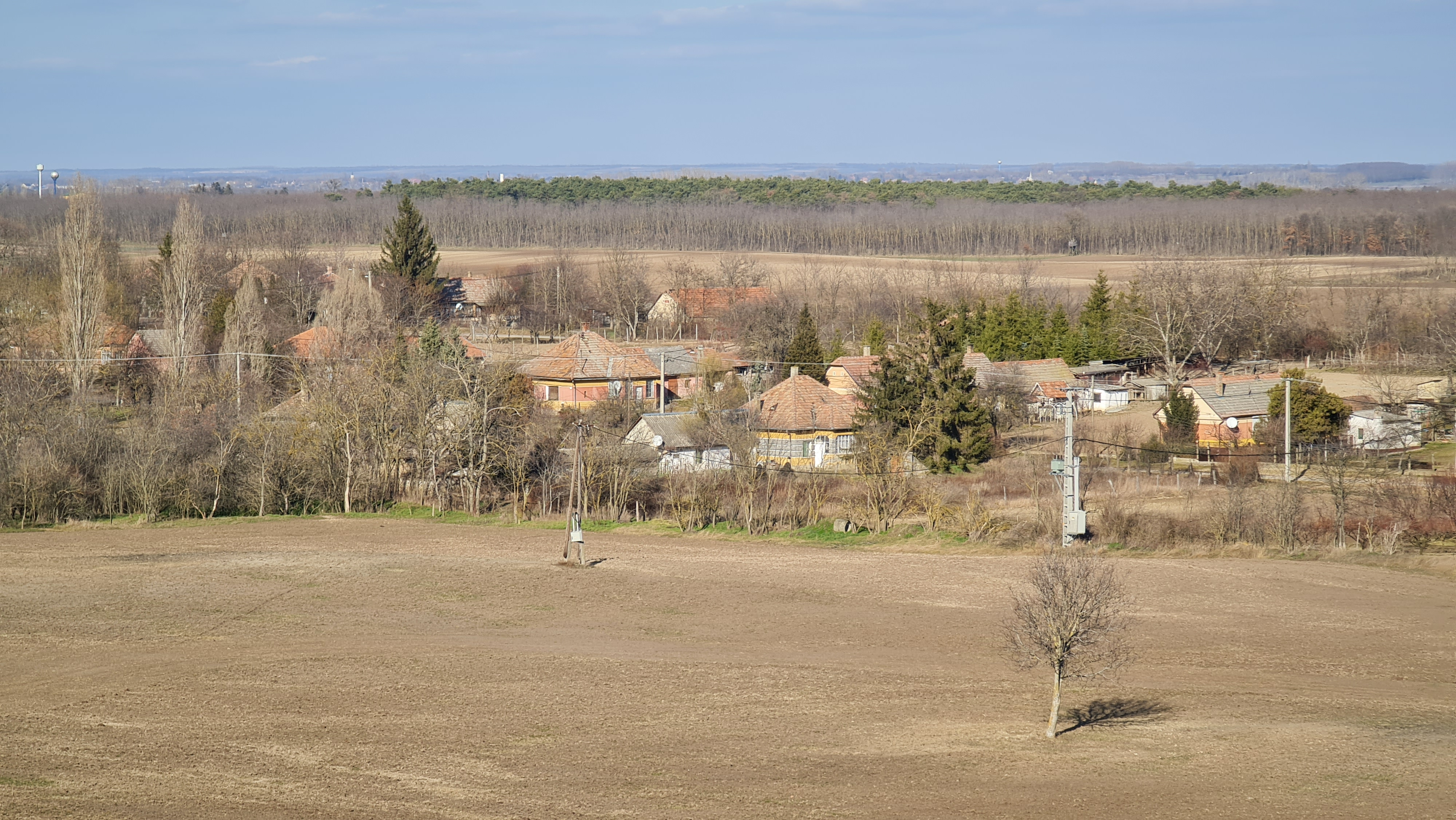
Felsőrácegres látképe a temető felől.
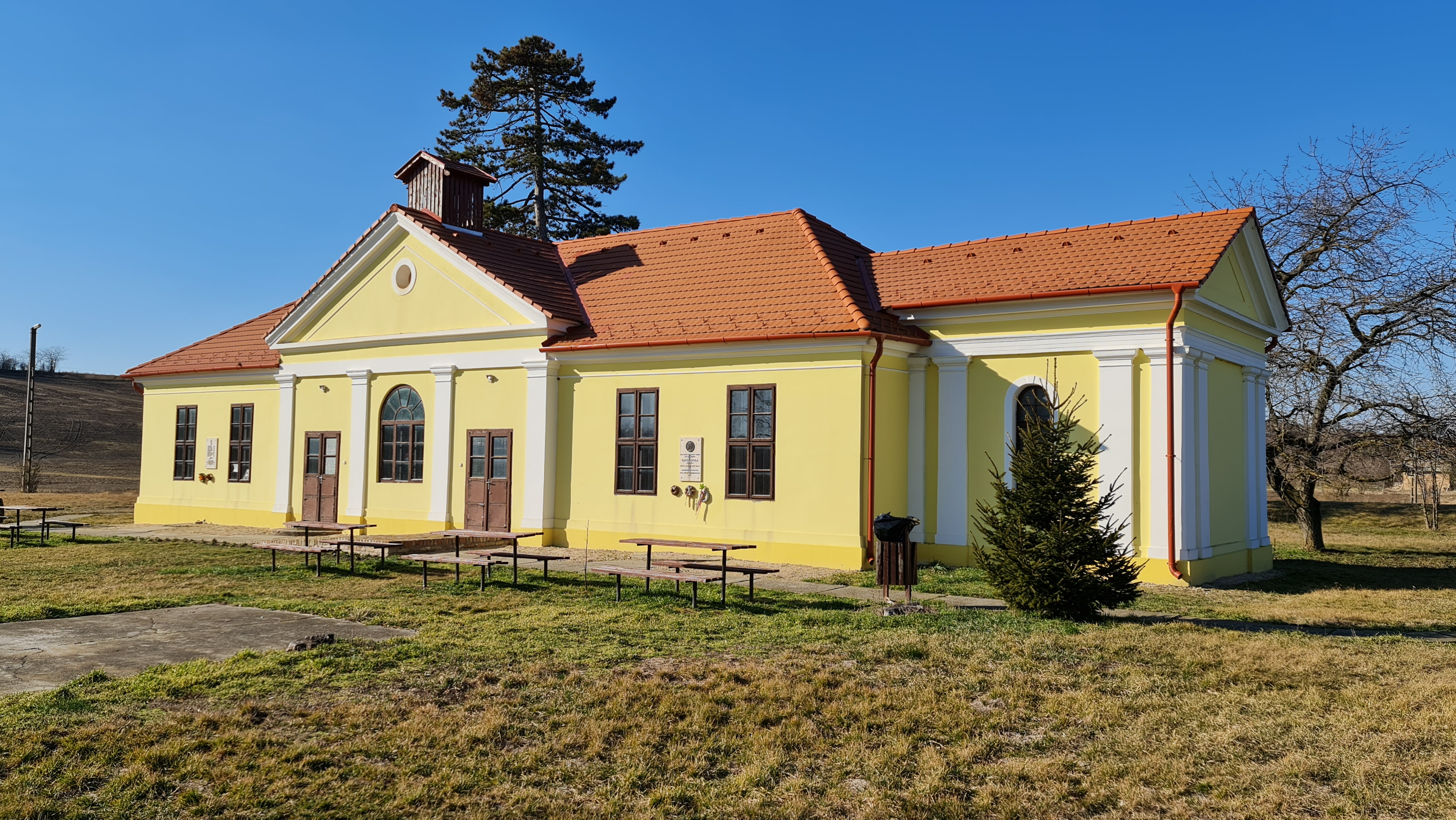
A régi iskola épülete 2022-ben, amely ma iskolamúzeum.
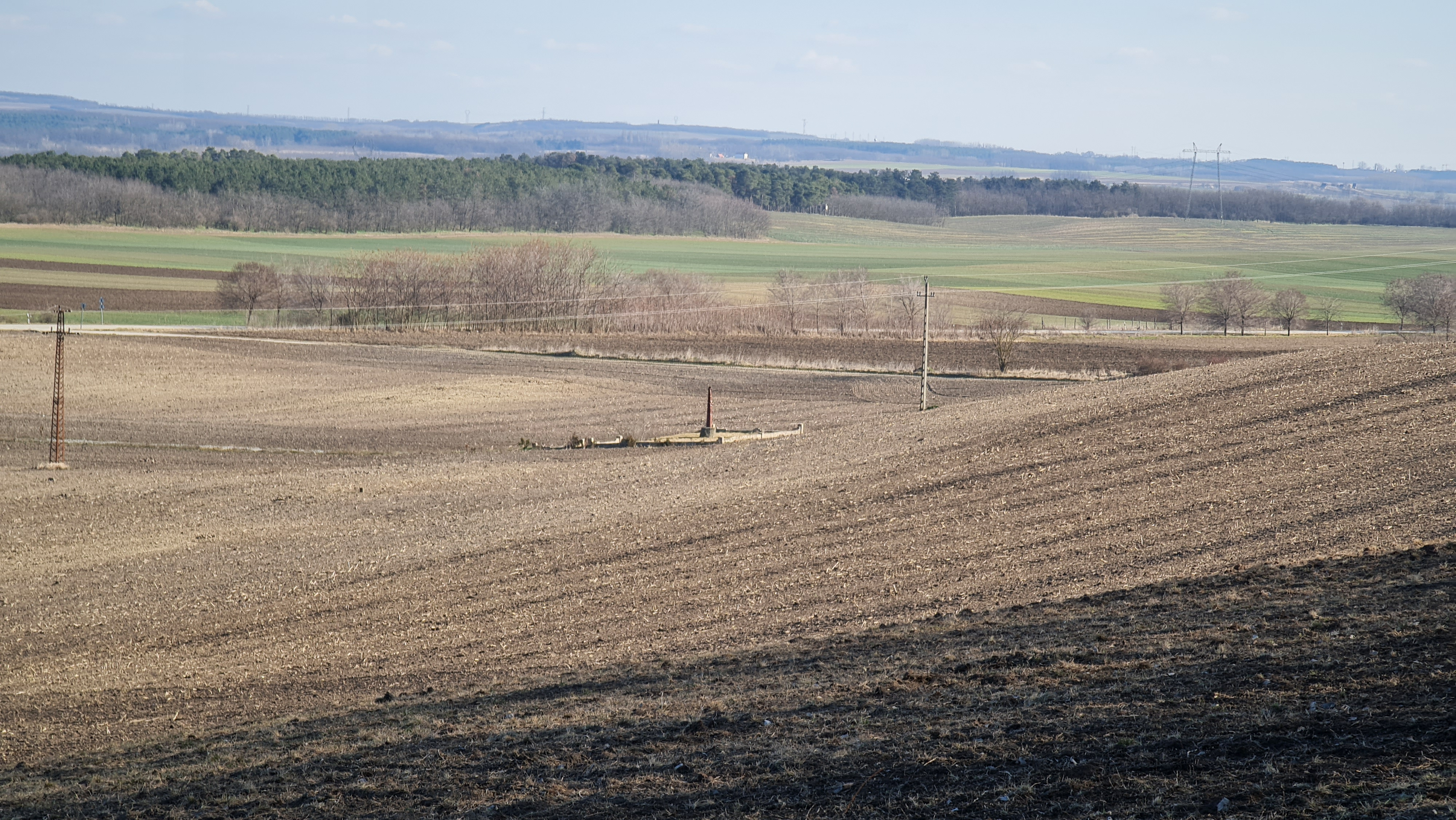
Illyés Gyula kopjafája Felsőrácegres határában.